# 1735 ITA
1735 ITA eller 1948 RJ1 är en asteroid i huvudbältet, som upptäcktes den 10 september 1948 av den ryska astronomen Pelageja Sjajn vid Simeizobservatoriet på Krim. Den har fått sitt namn efter Sovjetunionens Vetenskapsakademins Institution för teoretisk astronomi.
Asteroiden har en diameter på ungefär 61 kilometer.